# Anton Mattle

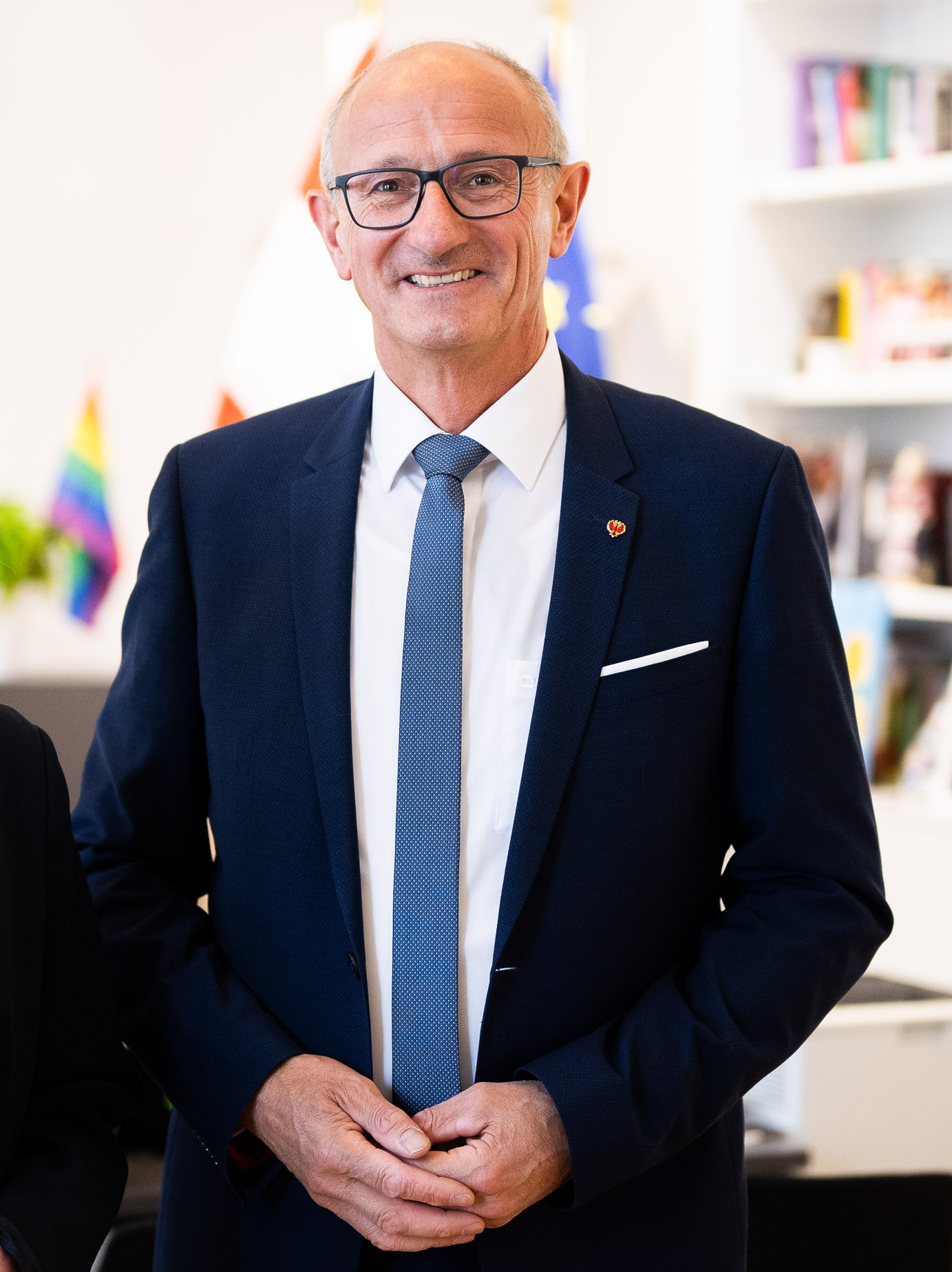
Anton Mattle (2025)

Anton Mattle (* 10. März 1963 in Zams) ist ein österreichischer Politiker (ÖVP). Seit dem 25. Oktober 2022 ist er Landeshauptmann von Tirol und führt damit die Landesregierung Mattle an. Am 9. Juli 2022 wurde er zum Landesparteiobmann der Tiroler Volkspartei gewählt. 
Von 2003 bis Mai 2021 war er Abgeordneter zum Tiroler Landtag und ab dem 24. Mai 2013 erster Landtagsvizepräsident. Ab dem 11. Mai 2021 bis zum 25. Oktober 2022 war er Wirtschaftslandesrat in der Landesregierung Platter III.

## Leben

### Ausbildung und Beruf
Anton Mattle wurde als zweites von vier Kindern geboren und wuchs auf dem elterlichen Hof in Galtür auf. Er besuchte von 1969 bis 1973 die Volksschule in Galtür und wechselte danach an die Hauptschule Kappl. 1977/78 besuchte Mattle die Landwirtschaftliche Lehranstalt Imst. Nach der Pflichtschule begann er eine Lehre als Elektroinstallateur, die er 1982 mit der Lehrabschlussprüfung beendete. Nach dem Abschluss der Werkmeisterschule für Elektrotechnik in Innsbruck (1984) legte Mattle 1987 die Lehrabschlussprüfung für Radio- und Fernsehtechniker ab. 1989 wurde die Ausbildung durch die Meisterprüfung für Radio- und Fernsehtechniker komplettiert.
Nach seiner Lehre war Mattle als Elektroinstallateur und als Elektromonteur aktiv. Er war zwischen 1985 und 1991 als Meister der Elektrotechnik tätig und gründete 1991 die Firma Elektro Mattle. Er beschäftigte acht Mitarbeiter.

### Politik
Anton Mattle stieg 1986 als 23-jähriger Funktionär der Jungbauern mit der Liste Landjugend und Bauern in den Gemeinderat von Galtür ein. Bis 1992 war er Bürgermeister-Stellvertreter, anschließend bis 2021 Bürgermeister, so unter anderem auch während der Lawinenkatastrophe von Galtür im Februar 1999. Er wurde 2003 zum ÖVP-Bezirksparteiobmann des Bezirks Landeck gewählt. Am 21. Oktober 2003 zog Mattle als Spitzenkandidat der Tiroler Volkspartei für den Bezirk Landeck in den Tiroler Landtag ein. Bei den Landtagswahlen 2008 und 2013 konnte Mattle seinen Erfolg wiederholen. Bei der Landtagswahl vom 25. Februar 2018 erzielte Mattle als ÖVP Spitzenkandidat des Bezirkes Landeck mit nahezu 64 Prozent Stimmanteil das tirolweit beste Wahlkreisergebnis seiner Partei. Die politische Arbeit von Mattle wurde mit 8012 Vorzugsstimmen honoriert. Das war das beste Ergebnis aller angetretenen Kandidatinnen.
Am 24. Mai 2013 wurde Mattle zum Landtagsvizepräsidenten des Tiroler Landtages gewählt, am 28. März 2018 wurde er in seiner Funktion bestätigt. Mit 35 von 36 möglichen Stimmen erhielt Mattle parteiübergreifend hohe Zustimmung bei der Wahl zum ersten Vizepräsidenten des Tiroler Landtages.
Am 11. Mai 2021 wurde er vom Tiroler Landtag als Nachfolger von Patrizia Zoller-Frischauf zum Wirtschaftslandesrat in der Landesregierung Platter III gewählt (zuständig u. a. für Wirtschaft, Industrie, Digitales, Jugend, Familien, Senioren). Als Landtagsvizepräsidentin folgte ihm Sophia Kircher nach, sein Landtagsmandat übernahm Marina Ulrich.
Nach der Ankündigung seines Rückzugs aus der Politik präsentierte Landeshauptmann Günther Platter Anton Mattle als Wunschkandidaten für die Nachfolge an der Spitze der Tiroler Volkspartei. Mattle wurde vom Parteivorstand am 13. Juni 2022 einstimmig designiert und trat bei der Landtagswahl in Tirol 2022 als Spitzenkandidat der ÖVP an. Am 9. Juli 2022 wurde er mit 98,9 Prozent der Stimmen zum Landesparteiobmann der Tiroler Volkspartei gewählt. Die am 25. September 2022 abgehaltenen Wahlen gewann die MATTLE-Liste Mattle Tiroler Volkspartei mit rund 35 Prozent, deutlich schlechter als 2018, aber deutlich besser als die meisten Umfragen, die einen Absturz der Volkspartei auf unter 30 Prozent vorhergesagt hatten.
Mattle wurde am 25. Oktober 2022 vom Landtag mit 21 von 36 Stimmen zum Landeshauptmann gewählt. Er ist in der ÖVP-SPÖ-Landesregierung auch für Finanzen und Gemeinden zuständig.

### Privates
Mattle ist verheiratet und hat drei Kinder.